# Депутаты Сената Парламента Казахстана VIII созыва
Полномочия Сената Парламента Республики Казахстан VIII созыва начались с открытием его первой сессии 29 марта 2023 года. В VIII созыве парламента были продолжены в соответствии с конституционными нормами полномочия депутатов Сената, избранных в 2020 и 2023 годах, назначенных президентом Казахстана в 2023 году.

## Список депутатов сената VIII созыва
| ФИО                                   | Срок полномочий депутата сената | Комментарий |
| ------------------------------------- | ------------------------------- | --- |
| Айткенов, Ернур Нурмуханович          | 2023—                           | Избран от Павлодарской области в 2023 году |
| Аккужина, Бибигуль Беркутовна         | 2023—                           | Избрана от Костанайской области в 2023 году (выборы назначены в связи с назначением сенатора Гауеза Нурмухамбетова акимом Северо-Казахстанской области)                                          |
| Алдашев, Суиндик Тасеменович          | 2020—                           | Избран от Мангистауской области в 2020 году |
| Альназарова, Акмарал Шарипбаевна      | 2020—2024                       | Избрана от Кызылординской области в 2020 году. 6 февраля 2024 года была назначена министром здравоохранения Казахстана                                                                           |
| Арубаев, Сакен Каланович              | 2023—                           | Избран от Жамбылской области в 2023 году |
| Аргынбекова, Айнур Серикпаевна        | 2022—                           | Избрана от Абайской области в 2022 году |
| Асанов, Жакип Кажманович              | 2023—                           | Назначен указом президента 24 января 2023 года |
| Асанова, Жанна Бейсентаевна           | 2023—                           | Избрана от города Алматы в 2023 году |
| Ашимбаев, Маулен Сагатханулы          | 2020—                           | Назначен указом президента 4 мая 2020 года. С 4 мая 2020 года — председатель сената. Переназначен указом президента 24 января 2023 года                                                          |
| Байкадамов, Наурызбай Сейткалиевич    | 2024—                           | Избран от Кызылординской области в 2024 году (выборы назначены в связи с назначением сенатора Акмарал Альназаровой министром здравоохранения Казахстана)                                         |
| Бекенов, Нурлан Жексембаевич          | 2020—                           | Избран от Акмолинской области в 2020 году |
| Бекназаров, Нурлан Кудиярович         | 2018—                           | Избран от города Шымкента в 2018 году |
| Бектаев, Али Абдикаримович            | 2014—                           | Избран от Южно-Казахстанской области в 2014 году, от Туркестанской области — в 2020 году |
| Больгерт, Евгений Андреевич           | 2023—                           | Назначен указом президента 24 января 2023 года |
| Буктугутов, Шакарым Сабырович         | 2023—                           | Избран от Восточно-Казахстанской области в 2023 году |
| Булавкина, Ольга Александровна        | 2020—                           | Избрана от Восточно-Казахстанской области в 2020 году |
| Дюсембинов, Султан Мырзабекович       | 2020—                           | Избран от Алматинской области в 2020 году |
| Ершов, Сергей Михайлович              | 2014—                           | Избран от Карагандинской области в 2014 и 2020 годах |
| Жексенбай, Бибигуль Нургаликызы       | 2023—                           | Избрана от города Астаны в 2023 году |
| Жоргенбаев, Жанболат Акебаевич        | 2022—                           | Избран от Алматинской области в 2022 и 2023 годах |
| Жунусов, Талгат Турлыбекович          | 2023—                           | Избран от Акмолинской области в 2023 году |
| Жусип, Нурторе Байтелесович           | 2019—                           | Назначен указом президента в 2019 году. Переназначен указом президента 24 января 2023 года |
| Кадырбек, Мурат Болатулы              | 2023—                           | Избран от Туркестанской области в 2023 году |
| Калтаева, Ляззат Молдабековна         | 2022—2024                       | Назначена указом президента 28 января 2022 года. Переназначена указом президента 24 января 2023 года. 4 октября 2024 года полномочия были прекращены указом президента                           |
| Каниев, Бауыржан Нуралиевич           | 2020—                           | Избран от Актюбинской области в 2020 году |
| Капбарова, Айгуль Жарылкасыновна      | 2019—                           | Избрана от города Шымкента в 2019 и 2020 годах |
| Карплюк, Сергей Алексеевич            | 2020—                           | Избран от Костанайской области в 2020 году |
| Кожаев, Марат Шадетханович            | 2024—                           | Назначен указом президента 4 октября 2024 года |
| Кузиев, Закиржан Пирмухамедович       | 2023—                           | Назначен указом президента 24 января 2023 года |
| Кыдырали, Дархан Куандыкулы           | 2023—                           | Назначен указом президента 26 сентября 2023 года |
| Лукин, Андрей Иванович                | 2019—                           | Назначен указом президента. 13 января 2023 года указом президента полномочия были прекращены. 14 января 2023 года избран депутатом сената от города Астаны вместо выбывшего Ахылбека Куришбаева. |
| Лукпанов, Сагындык Есенгалиевич       | 2020—                           | Избран от Атырауской области в 2020 году |
| Макежанов, Султанбек Алмасбекович     | 2020—                           | Избран от города Алматы в 2020 году |
| Медебаев, Советбек Турсынович         | 2022—                           | Избран от Улытауской области в 2022 и 2023 годах |
| Наутиев, Алибек Ибатуллиевич          | 2023—                           | Избран от Атырауской области в 2023 году |
| Ниязова, Нурия Исмагиловна            | 2023—                           | Назначена указом президента 24 января 2023 года |
| Нугманов, Амангельды Шайхуллович      | 2023—                           | Избран от Актюбинской области в 2023 году |
| Нурмухамбетов, Гауез Торсанович       | 2023                            | Избран от Костанайской области в 2023 году. 23 сентября 2023 года назначен акимом Северо-Казахстанской области                                                                                   |
| Нухулы, Алтынбек                      | 2020—                           | Избран от Павлодарской области в 2020 году |
| Орынбасаров, Бекбол Тилеумуратович    | 2023—                           | Избран от Мангистауской области в 2023 году |
| Орынбеков, Бекболат Серикбекович      | 2020—                           | Избран от Жамбылской области в 2020 году |
| Перепечина, Ольга Валентиновна        | 2014—                           | Избрана от Северо-Казахстанской области в 2014 и 2020 годах |
| Рахметова, Асем Калашбаевна           | 2023—                           | Избрана от Северо-Казахстанской области в 2023 году (выборы назначены в связи со смертью избранной в январе 2023 года сенатора Гульмиры Каримовой)                                               |
| Рустемов, Руслан                      | 2023—                           | Избран от Кызылординской области в 2023 году |
| Рысбекова, Ляззат Туякбаевна          | 2020—                           | Избрана от Западно-Казахстанской области в 2020 году |
| Сарыбаев, Галиаскар Тулендинович      | 2022—                           | Избран от Жетысуской области в 2022 году |
| Сатвалдиев, Алишер Гапиржанович       | 2023—                           | Назначен указом президента 24 января 2023 года |
| Тастекеев, Кайрат Кулбаевич           | 2023—                           | Избран от Абайской области в 2023 году |
| Толамисов, Амангельды Габдылкаримович | 2022—                           | Избран от Жетысуской области в 2022 и 2023 годах |
| Утегулов, Арман Каримович             | 2023—                           | Избран от Западно-Казахстанской области в 2023 году |
| Утешов, Серик Балгатаевич             | 2023—                           | Избран от Карагандинской области в 2023 году |
| Шайдаров, Серик Жаманкулович          | 2022—                           | Избран от Улытауской области в 2022 году |
| Шакиров, Аскар Оразалиевич            | 2019—2023                       | Назначен указом президента в 2019 году. Переназначен указом президента 24 января 2023 года. 26 сентября 2023 года указом президента полномочия были прекращены                                   |
| Шиповских, Геннадий Геннадиевич       | 2023—                           | Назначен указом президента 24 января 2023 года |